# Front de Passais
Pour les articles homonymes, voir Saint Front.
Saint Front de Passais, ermite évangélisateur du Maine au VIe siècle, qui a donné son nom au bourg de Domfront (Orne), né dans les environs de Trèves vers la fin du Ve siècle.

## Biographie
Saint Front n'ayant pas fondé de monastère et ayant vécu en solitaire, il existe très peu d'écrits sur sa vie, voire aucun qui atteste avec certitude de sa vie d'ermite dans le Passais. Cela amène certains à douter de son existence même, et à le confondre avec saint Front de Périgueux. Cependant une tradition locale très ancienne et bien ancrée milite fortement en faveur de son existence .
Saint Front nait dans les environs de Trèves vers la fin du Ve siècle, et encore jeune quitte sa famille pour se retirer dans l'abbaye de Micy. Il y pratique sa vie religieuse sous la conduite de saint Maximin, mais il désire mener une vie de contemplation comme ermite  .
Il se présente alors à saint Innocent évêque du Maine, et avec son agrément, il s'installe dans les solitudes du Passais ; et son compagnon saint Gault s'établit en forêt de Concise, près du lieu où l'on bâtira plus tard la ville de Laval.
Le lieu où s'élève Domfront n'était encore au VIe siècle, qu'une profonde solitude au milieu de la vaste forêt de Passais. L'ermite saint Front y établit sa cellule sur un rocher élevé vers 540, et y bâtit une chapelle. Ses prédications ne tardèrent pas à convertir au christianisme les habitants qui vivaient disséminés dans la forêt. Plusieurs de ses disciples, pour être plus à portée de recevoir ses instructions, vinrent se fixer autour de sa demeure et formèrent un petit village. Une tradition rapporte qu'avant l'arrivée du saint, il aurait existé un temple dédié à Cérès, qu'il aurait renversé, ce qui est remis en question . Il fut enterré dans un oratoire qu'il avait bâti au-dessous de la roche de Saint-Vincent.
Après sa mort, le village resta dans l'oubli jusqu'en 1011 ; à cette époque Guillaume Ier de Bellême y fit construire un château « pour arrêter les courses des Manceaux, avec lesquels il était continuellement en guerre ».

## Culte
Saint Front est fêté par l'Église catholique le 25 octobre .